# Cerghid, Mureș

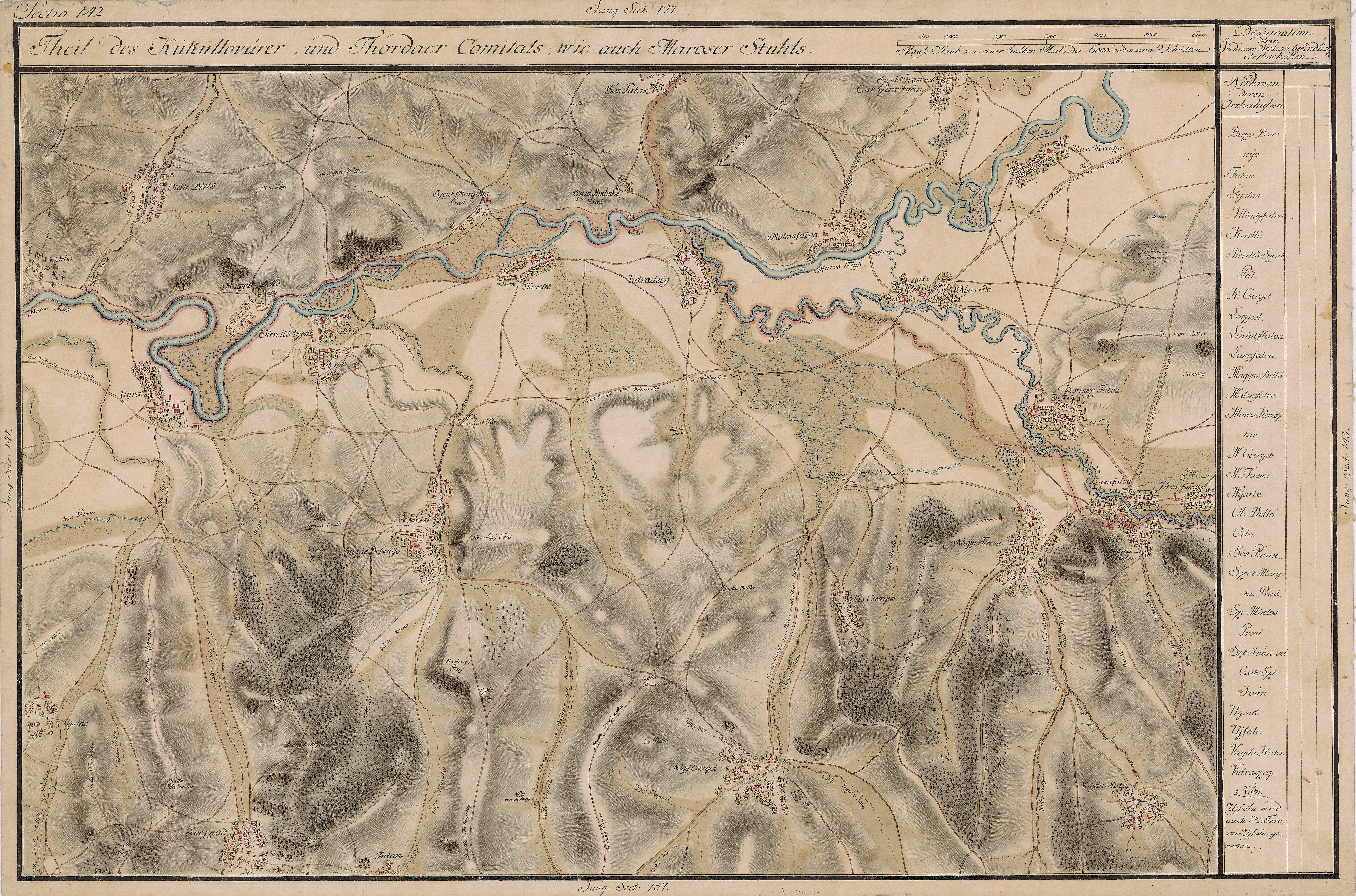
Cerghid pe Harta Iozefină

Cerghid (în maghiară Nagycserged, colocvial Cserged, în germană Groß-Schergid) este o localitate componentă a orașului Ungheni din județul Mureș, Transilvania, România. Se află 20 km de la Târgu Mureș, pe drumul județean DJ 151B. Cerghidul este așezat între dealuri și are puțin peste 500 de locuitori.

## Istoric
Prima atestare documentară a satului este din 1438. În Evul Mediu satul Cerghid a fost posesiune a abației benedictine de la Cluj-Mănăștur. În secolul al XIV-lea a trecut în proprietatea capitulară a Episcopiei de Alba Iulia
Pe Harta Iosefină a Transilvaniei din 1769-1773 (Sectio 142), localitatea a apărut sub numele de „Nagy Cserget”.
În timpul celui de-al doilea război mondial s-au purtat grele lupte pe aceste locuri, și de aici este numărul mare de morminte ale eroilor din acele vremuri.

## Demografie
În anul 1930 avea 881 de locuitori, dintre care 787 români, 45 maghiari, 34 țigani și 15 evrei. Sub aspect confesional populația era alcătuită din 409 ortodocși, 407 greco-catolici, 33 reformați, 15 mozaici, 11 romano-catolici și 6 adventiști.

## Obiective memoriale
Parcela Eroilor Români din Al Doilea Război Mondial este amplasată în cadrul cimitirului din localitate. În această parcelă sunt înhumați 60 de eroi cunoscuți și 19 eroi necunoscuți, în morminte comune.

## Personalități
- Gheorghe Maior, unul dintre reprezentanții acestor locuri la Marea Unire din 1918 de la Alba Iulia.
- Vasile Dragoș, istoric.
- Ioan Samarghitan, preot.